# ازدواج توقف‌ناپذیر (مجموعه تلویزیونی)
ازدواج توقف‌ناپذیر (به کره‌ای: 못말리는 결혼؛ انگلیسی: Unstoppable Marriage‏) یک سیتکام محصول کره جنوبی در سال ۲۰۰۷ است. این مجموعه، اثر اقتباسی از فیلم سال ۲۰۰۷ کره جنوبی با همین نام است. ازدواج توقف‌ناپذیر از ۵ نوامبر ۲۰۰۷ تا ۳۰ مه ۲۰۰۸، روزهای دوشنبه تا جمعه ساعت ۱۸:۵۰ (کی‌اس‌تی) از کی‌بی‌اس۲ برای ۱۴۰ قسمت پخش شد.

## بازیگران

### اصلی
- کیم سو می در نقش شیم مال نیون (مادام شیم)
- ایم چه مو در نقش گو گوک
- سو دو یونگ در نقش وانگ کی بک (اولین پسر)
- پارک چه کیونگ در نقش گو می هو
- لی جونگ در نقش وانگ یی بک (دومین پسر)
- کیم دونگ ووک در نقش وانگ سام بک (سومین پسر)
- جونگ دا یونگ در نقش چه سو جونگ
- لی جه جین در نقش وانگ سا بک (چهارمین پسر)

### مکمل
- سویونگ در نقش سو یونگ
- یوری در نقش یو ری
- کیم هه نا در نقش گو هه جو
- یو یون می در نقش کیم اوک هی
- کیم جونگ ووک در نقش چا جون هو
- هان ته یون در نقش پارک سانگ می
- پارک جین وو در نقش گو جونگ جه
- لی جی سوک در نقش لی هان نیو
- هوانگ هه یونگ در نقش پرستار جونگ
- میکا در نقش پرستار اوه
- کیم بیونگ چون در نقش لی یونگ چول
- لی این چول در نقش منیجر جونگ
- لی این هه در نقش پارک اون یونگ
- لی یونگ جو در نقش جو چان جو
- کیم آیزاک در نقش آیدا
- اف تی آیلند (لی هونگ کی، چوی جونگ هون، چوی مین هوان، اوه وون بین) در نقش دوستان سا بک (حضور افتخاری، قسمت ۶۲)
- گرلز جنریشن (ته‌یون، جسیکا جونگ، سانی، تیفانی یانگ، هیویون، ایم یون آه، سوهیون) در نقش هفت پرنسس گانگ بولگوانگ دونگ (حضور افتخاری، قسمت ۶۴)